# Andriej Popow (kulturysta)
Andriej Jurjewicz Popow (ros. Андрей Юрьевич Попов; ur. 28 stycznia 1973 r. w Szczokinie) – rosyjski kulturysta.

## Biogram
Urodzony w Szczokinie, gdzie mieszkał do siódmego roku życia. Przeniósł się następnie do Grodna na Białorusi. Od 1988 roku mieszka w Moskwie. Tam ukończył studia na uniwersytecie technologicznym. Pierwszy poważny sukces w kulturystyce odniósł jesienią 2002, zdobywając złoty medal podczas Pucharu Rosji federacji NABBA-WFF. Ma 176 cm wzrostu, jego waga, w zależności, czy jest sezon zmagań sportowych czy nie, balansuje na pograniczu 85 i 120 kg.